# Guy Dubois
Pour les articles homonymes, voir Dubois.
Guy Dubois, né le 19 février 1938 à Auchel dans le Pas-de-Calais et mort le 8 septembre 2024 à Auchy-les-Mines, est un écrivain et un historien spécialiste du bassin minier du Nord-Pas-de-Calais français.

## Biographie
Guy Dubois naît le 19 février 1938 dans le quartier de Rimbert à Auchel dans le Pas-de-Calais.
Il parle le ch'ti et en fait des animations. Il écrit différents livres, principalement sur le bassin minier du Nord-Pas-de-Calais, et notamment les deux tomes d'Histoire des Mines du Nord et du Pas-de-Calais en 1991 et 1992 avec Jean-Marie Minot. Il est également engagé dans la protection du patrimoine, comme pour la fosse no 6 des mines de Lens à Haisnes où il vit jusqu'en 2022.
Il meurt le 8 septembre 2024 à Auchy-les-Mines, où il réside, boulevard de la fosse 8 — il s'y était installé en 2022 —, à l'âge de quatre-vingt-six ans. Il est incinéré au crématorium d'Herlies le 13 septembre, puis ses cendres sont dispersées au jardin du souvenir du cimetière de Burbure.

## Publications
- Bertrand Cocq et Guy Dubois, Histoire des mines de l'Artois, Béthune, Imprimerie Léonce-Deprez, 1982, 162 p..
- Guy Dubois et Jean-Marie Minot, Histoire des Mines du Nord et du Pas-de-Calais : Des origines à 1939-45, vol. 1, 1991, 176 p..
- Guy Dubois et Jean-Marie Minot, Histoire des Mines du Nord et du Pas-de-Calais : De 1946 à 1992, vol. 2, 1992, 192 p..